# Fagara externa
Fagara externa là một loài thực vật thuộc họ Rutaceae. Đây là loài đặc hữu của Chile. Chúng hiện đang bị đe dọa vì mất môi trường sống.